# Rubus calviformis
Rubus calviformis är en rosväxtart som beskrevs av Heinrich E. Weber. Rubus calviformis ingår i släktet rubusar, och familjen rosväxter. Inga underarter finns listade i Catalogue of Life.